# Римарівська сільська рада (Окнянський район)
Ри́марівська сільська́ ра́да — колишня адміністративно-територіальна одиниця та орган місцевого самоврядування у Окнянському районі Одеської області. Адміністративний центр — село Римарівка.

## Загальні відомості
Римарівська сільська рада утворена в 1979 році.
- Територія ради: 68,09 км²
- Населення ради: 798 осіб (станом на 2001 рік)

## Населені пункти
Сільській раді підпорядковані населені пункти:
- с. Римарівка
- с. Дністровець
- с. Нестерове
- с. Садове

## Населення
Згідно з переписом УРСР 1989 року чисельність наявного населення сільської ради становила 797 осіб, з яких 355 чоловіків та 442 жінки.
За переписом населення України 2001 року в сільській раді мешкало 795 осіб.

### Мова
Розподіл населення за рідною мовою за даними перепису 2001 року:
| Мова       | Відсоток |
| ---------- | -------- |
| українська | 85,46 %  |
| молдовська | 10,78 %  |
| російська  | 3,13 %   |
| болгарська | 0,13 %   |
| інші       | 0,50 %   |

## Склад ради
Рада складається з 12 депутатів та голови.
- Голова ради:

### Керівний склад попередніх скликань
| Прізвище, ім'я, по батькові     | Основні відомості                                            | Дата обрання | Дата звільнення |
| ------------------------------- | ------------------------------------------------------------ | ------------ | --------------- |
| Маліновська Світлана Григорівна | Сільський голова, 1968 року народження, член Народної партії | 26.03.2006   | 31.10.2010      |

Примітка: таблиця складена за даними сайту Верховної Ради України

### Депутати
За результатами місцевих виборів 2010 року депутатами ради стали:

#### За суб'єктами висування
| Суб'єкт висування | Кількість обраних депутатів | %    |
| ----------------- | --------------------------- | ---- |
| Партія регіонів   | 10                          | 83,3 |
| Народна партія    | 2                           | 16,7 |

#### За округами
| № округу        | Прізвище, ім'я, по батькові     | Дата визнання обраним | Освіта             | Партійна приналежність | Відомості про обраного депутата                          |
| --------------- | ------------------------------- | --------------------- | ------------------ | ---------------------- | -------------------------------------------------------- |
| Народна Партія  |                                 |                       |                    |                        |                                                          |
| 11              | Деордіца Олег Леонідович        | 05.11.2010            | середня            | член Народної партії   | приватний підприємець                                    |
| 12              | Яловенко Наталя Дмитрівна       | 05.11.2010            | середня            | позапартійна           | Римарівська сільська рада, землевпорядник                |
| Партія регіонів |                                 |                       |                    |                        |                                                          |
| 1               | Барладян Борис Михайлович       | 05.11.2010            | середня спеціальна | позапартійний          | фермерське господарство «Прометей», механізатор          |
| 2               | Бубська Наталя Леонідівна       | 05.11.2010            | середня спеціальна | член Партії регіонів   | Римарівський фельдшерсько-акушерський пункт, завідувачка |
| 3               | Кондров Олександр Анатолійович  | 05.11.2010            | середня спеціальна | член Партії регіонів   | Римарівський клуб, завідувач                             |
| 4               | Яцькова Ніна Мечиславівна       | 05.11.2010            | вища               | член Партії регіонів   | Римарівська бібліотека, завідувач                        |
| 5               | Масюкевич Тетяна Володимирівна  | 05.11.2010            | вища               | член Партії регіонів   | Римарівська сільська рада, секретар                      |
| 6               | Коніков Володимир Володимирович | 05.11.2010            | середня            | член Партії регіонів   | , водій                                                  |
| 7               | Личко Тетяна Вікторівна         | 05.11.2010            | середня спеціальна | член Партії регіонів   | Римарівська загальноосвітня школа, кухар                 |
| 8               | Балагур Зінаїда Леонідівна      | 05.11.2010            | вища               | член Партії регіонів   | Римарівська загальноосвітня школа, директор              |
| 9               | Даушкевич Сергій Генріхович     | 05.11.2010            | середня            | член Партії регіонів   | приватний підприємець                                    |
| 10              | Мазур Віталій Володимирович     | 05.11.2010            | середня            | член Партії регіонів   | ТОВ «Маяк», обліковець                                   |